# Gerichtsbezirk Radmannsdorf
Der Gerichtsbezirk Radmannsdorf (slowenisch: sodni okraj Radovljica) war ein dem Bezirksgericht Radmannsdorf unterstehender Gerichtsbezirk im Kronland Krain. Er umfasste Teile des politischen Bezirks Radmannsdorf (Radovljica) und wurde 1919 dem Staat Jugoslawien zugeschlagen. Der Gerichtsbezirk Radmannsdorf umfasste 1910 die größte Fläche und wies die siebtgrößte Einwohnerzahl aller Gerichtsbezirke der Krain auf.

## Geschichte
Der Gerichtsbezirk Radmannsdorf entstand infolge eines Ministervortrags vom 6. August 1849, in dem die Grundzüge der Gerichtseinteilung festgelegt wurden. Nachdem im Dezember 1849 die Gebietseinteilung der Gerichtsbezirke sowie die Zuweisung der Gerichtsbezirke zu den neu errichteten Bezirkshauptmannschaften durch die „politische Organisierungs-Commission“ festgelegt worden war, nahmen die Bezirksgerichte der Krain per 1. Juni 1850 ihre Tätigkeit auf. Dem Bezirksgericht Radmannsdorf wurden durch die Landeseinteilung der Krain im März 1850 die 41 Katastralgemeinden Bistrica (Feistritz), Bled (Veldes), Bohninska Bela (Woheinervellach), Bregne (Vigaun), Brezje (Bresiach), Češnica (Kerschdorf), Češnica (Kerschdorf), Dobrava (Dobrawa), Dobrava (Dobrawa), Dolsovče (Doslowitsch), Gorjuše (Goriusche), Hraše (Hraschach), Kamna Gorica (Steinbüchel), Kropa (Kropp), Lancovo (Lanzowo), Leše (Leschach), Ljubno (Laufen), Mošnje (Möschnach), Nemški Rout (Deutschgereuth), Nomen (Neuming), Nova Vas (Neudorf), Otok (Otok), Podhom (Buchheim), Polšica (Pogelschitz), Predterg (Vormarkt), Radoljca (Radmannsdorf), Rečica (Retschitsch), Ribno (Reifen), Savica (Sawitz), Selo (Zelach), Spodnje Gorje (Untergörjach), Srednja Vas (Mitterdorf), Srednja Vas (Srednawass), Stodvor (Studorf), Višelnica (Wischelnitz), Zabreznica (Sabresnitz), Založe (Salosche), Zasp (Asp), Želeče (Schalkendorf), Zgornje Gorje (Obergörjach) und Žirovnica (Scherounitz) zugewiesen. Zusammen mit dem Gerichtsbezirk Kronau (Kranjska Gora) bildete der Gerichtsbezirk Radmannsdorf den Bezirk Radmannsdorf.
| Jahr | Fläche (km²) | Ein- wohner | Slowenisch- sprachige | Deutsch- sprachige |
| ---- | ------------ | ----------- | --------------------- | ------------------ |
| 1880 |              | 19.565      | 19.220                | 267                |
| 1890 |              | 19.327      | 18.978                | 196                |
| 1900 | 703,16       | 19.827      | 19396                 | 243                |
| 1910 | 703,25       | 21.237      | 20.769                | 288                |

Der Gerichtsbezirk wies 1880 eine anwesende Bevölkerung von 5.911 Personen auf, wobei 5.789 Menschen Slowenisch und 103 Menschen Deutsch als Umgangssprache angaben. 1910 wurden für den Gerichtsbezirk 21.237 Personen ausgewiesen, von denen 20.769 Slowenisch (97,8 %) und 288 Deutsch (1,4 %) sprachen.
Durch die Grenzbestimmungen des am 10. September 1919 abgeschlossenen Vertrages von Saint-Germain wurde der Gerichtsbezirk Neumarktl zur Gänze dem Königreich Jugoslawien zugeschlagen.

## Gerichtssprengel
Der Gerichtssprengel Radmannsdorf umfasste infolge der Zusammenfassung der Katastralgemeinden zu Gemeinden 1910 die 17 Gemeinden Begunje (Vigaun), Bohinjska Bistrica (Wocheiner Feistritz), Bled (Veldes), Breznica (Bresnitz), Kamna Gorica (Steinbüchel), Kropa (Kropp), Lancovo (Lanzowo), Lesce (Lees), Ljubno (Laufen), Leše (Leschach), Srednja Vas (Mitterdorf), Mošnje (Möschnach), Zgornje Gorje (Obergöriach), Ovsiše, Predterg (Vormarkt), Radovljica (Radmannsdorf) und Ribno (Reifen).